# Oreaster reticulatus
Oreaster reticulatus é uma espécie de estrela-do-mar da família dos oreasterídeos (Oreasteridae). Pode ser encontrada no oeste do Oceano Atlântico e no Mar do Caribe.

## Descrição
Oreaster reticulatus é a maior estrela-do-mar encontrada dentro de seu alcance, às vezes crescendo até cerca de 50 centímetros (20 polegadas) de diâmetro. Geralmente tem cinco braços grossos e largos que se projetam de um amplo disco acolchoado, mas alguns espécimes têm quatro, seis ou sete. A superfície superior é dura e coberta de espinhos rombos. A cor dos adultos é algum tom de vermelho, laranja, amarelo ou marrom. Os juvenis são marrom-esverdeados com manchas manchadas.

## Distribuição e habitat
Oreaster reticulatus ocorre em muitas regiões do Atlântico Central Ocidental, incluindo Baamas, Cabo Frio, Cabo Hatteras, Mar do Caribe, Flórida, Golfo do México, Guianas e Iucatã. Os adultos são geralmente encontrados em fundos arenosos e escombros de coral em profundidades de até 37 metros (121 pés), enquanto os juvenis habitam prados de ervas marinhas, onde sua coloração ajuda a camuflar. No inverno, migra para locais em mar aberto com pouco movimento de água para evitar turbulência.

## Biologia
Oreaster reticulatus é onívoro e se alimenta do sedimento do fundo do mar e das algas epífitas, esponjas e pequenos invertebrados que ali encontra. Junta montes de sedimentos e depois vira seu estômago cardíaco do avesso e engole a massa. Espécies de esponjas comestíveis são escolhidas em detrimento de outras presas e tendem a ser eliminadas de áreas onde abundam as estrelas-do-mar. Os sexos são separados em Oreaster reticulatus. Nas áreas subtropicais se reproduz no verão, mas em locais mais tropicais se reproduz durante todo o ano. Um grande número de indivíduos pode se reunir em um local no momento da reprodução, com densidades às vezes chegando a quatorze por metro quadrado (jarda). Essa concentração de indivíduos aumenta a chance de fertilização quando os gametas são liberados no mar. As larvas fazem parte do zooplâncton e flutuam com as correntes. Depois de passar por vários estágios de desenvolvimento, se estabelecem no fundo do mar, geralmente entre ervas marinhas, e sofrem metamorfose em estrelas-do-mar juvenis.

## Conservação
Em 2005, foi classificado como vulnerável na Lista de Espécies da Fauna Ameaçadas do Espírito Santo; em 2011, como criticamente em perigo na Lista das Espécies da Fauna Ameaçada de Extinção em Santa Catarina; em 2014, como vulnerável na Portaria MMA N.º 444 de 17 de dezembro de 2014; em 2017, como em perigo na Lista Oficial das Espécies da Fauna Ameaçadas de Extinção do Estado da Bahia; e em 2018, como vulnerável no Livro Vermelho da Fauna Brasileira Ameaçada de Extinção do Instituto Chico Mendes de Conservação da Biodiversidade (ICMBio); A espécie não consta na Lista Vermelha da União Internacional para a Conservação da Natureza (UICN / IUCN), nos apêndices da Convenção sobre o Comércio Internacional das Espécies Silvestres Ameaçadas de Extinção (CITES) ou na lista do Endangered Species Act of 1973, mas é protegida no Caribe devido a sua exploração como suvenir.